# Цани де Ферранти, Марко Аурелио
Марко Аурелио Цани де Ферранти (итал. Marco Aurelio Zani de Ferranti) — итальянский классический гитарист, скрипач, композитор и поэт. Дед британского инженера Себастьяна де Ферранти.

## Биография
Родился 6 июля 1800 или 1802 года в Болонье в семье Цани. С детства учился игре на скрипке. В возрасте 12 лет был вдохновлён игрой Никколо Паганини и старался освоить виртуозную технику. С 16 лет Цани де Ферранти гастролировал по странам Европы. С 1818 года стал выступать как гитарист. В начале 1820 года жил в Париже, затем приехал в Санкт-Петербург, где жил до 1824 года. В Петербурге концертировал в качестве гитариста, одновременно служил библиотекарем у сенатора П. В. Мятлева, затем секретарём у Нарышкина. В Петербурге сделал стихотворный перевод «Поэтических раздумий» Альфонса де Ламартина на итальянский.
В дальнейшем гастролировал в Гамбурге и Брюсселе (1825), Париже (1826), Лондоне (1827). С 1827 года жил в Брюсселе, где совершенствовался в игре на гитаре, с 1846 года преподавал в Королевской консерватории, служил у короля Леопольда I и получил титул «гитариста короля Бельгии». В 1836 г. опубликовал отдельным изданием поэму на смерть Марии Малибран. В поздние годы жизни гастролировал в Нидерландах, Франции, Великобритании, Северной Америке (вместе со скрипачом Эрнесто Сивори), Бельгии (до 1852 года). В 1855 году вернулся в Италию и остаток жизни провёл в Пизе, где занимался литературным трудом. Скончался 28 или 29 ноября 1878 года.

## Творчество
Гастролируя по странам Европы, Цани де Ферранти получил звание первого гитариста своего времени. Его творчество высоко ценили Паганини и Гектор Берлиоз, а также Александр Дюма-отец.
Игра Цани Де Ферранти отличалась изысканностью, выразительностью и виртуозностью техники исполнения. Особенно мастерски исполнял приёмы глиссандо и портаменто; использовал аппликатуру. Среди сочинений Цани де Ферранти концерт для гитары с оркестром, пьесы для гитары соло — фантазий на оперные темы, «Рондо фей», 6 ноктюрнов, каприса, дивертисмента.